# COVID-19 в Лесото
Первый случай заражения COVID-19 в Лесото был выявлен 13 мая 2020 года.
Страна не имела возможности проводить тестирование на вирус и поэтому перекрыла границу со своим единственным соседом, Южно-Африканской республикой для предотвращения распространение COVID-19 в стране.
18 марта правительство объявило чрезвычайное положение, несмотря на отсутствие заражённых в стране и закрыло школы до 17 апреля (но не отменило школьное питание).
Гости из других стран должны были быть помещены на карантин сроком на 14 дней после прибытия.
Лесото начало снимать некоторые ограничения с 5 мая.

## Хронология
13 мая в Лесото был выявлен первый случай заражения коронавирусом COVID-19, тест был проведён 9 мая у 81 туриста из ЮАР и Саудовской Аравии и у одного из них он оказался положительным.